# IC 1216
IC 1216 ist eine Spiralgalaxie vom Hubble-Typ Sc im Sternbild Drache am Nordsternhimmel. Sie ist schätzungsweise 348 Millionen Lichtjahre von der Milchstraße entfernt und hat einen Durchmesser von etwa 100.000 Lichtjahren.

Im selben Himmelsareal befinden sich u. a. die Galaxien IC 1215 und IC 1218.
Die Typ-II-Supernova SN 1997da wurde hier beobachtet.
Das Objekt wurde am 2. August 1888 von Lewis Swift entdeckt.